# Eukoenenia grassii
Espèce
Synonymes
- Koenenia grassii Hansen, 1901

Eukoenenia grassii est une espèce de palpigrades de la famille des Eukoeneniidae.

## Distribution
Cette espèce se rencontre au Paraguay et au Chili.

## Description
La femelle holotype mesure 0,65 mm.

## Étymologie
Cette espèce est nommée en l'honneur de Giovanni Battista Grassi.

## Publication originale
- Hansen, 1901 : On six species of Koenenia, with remarks on the order Palpigradi. Entomologisk Tidskrift, vol. 22, p. 193–240 (texte intégral).